# Victor Bernard (sculpteur)
Pour les articles homonymes, voir Victor Bernard et Bernard.
Victor Bernard, né à Sarrebourg le 5 avril 1815 et mort à Paris 10e le 14 décembre 1899, est un sculpteur français.
Il fut ami et praticien de Jean-Baptiste Carpeaux (1827-1875).

## Biographie

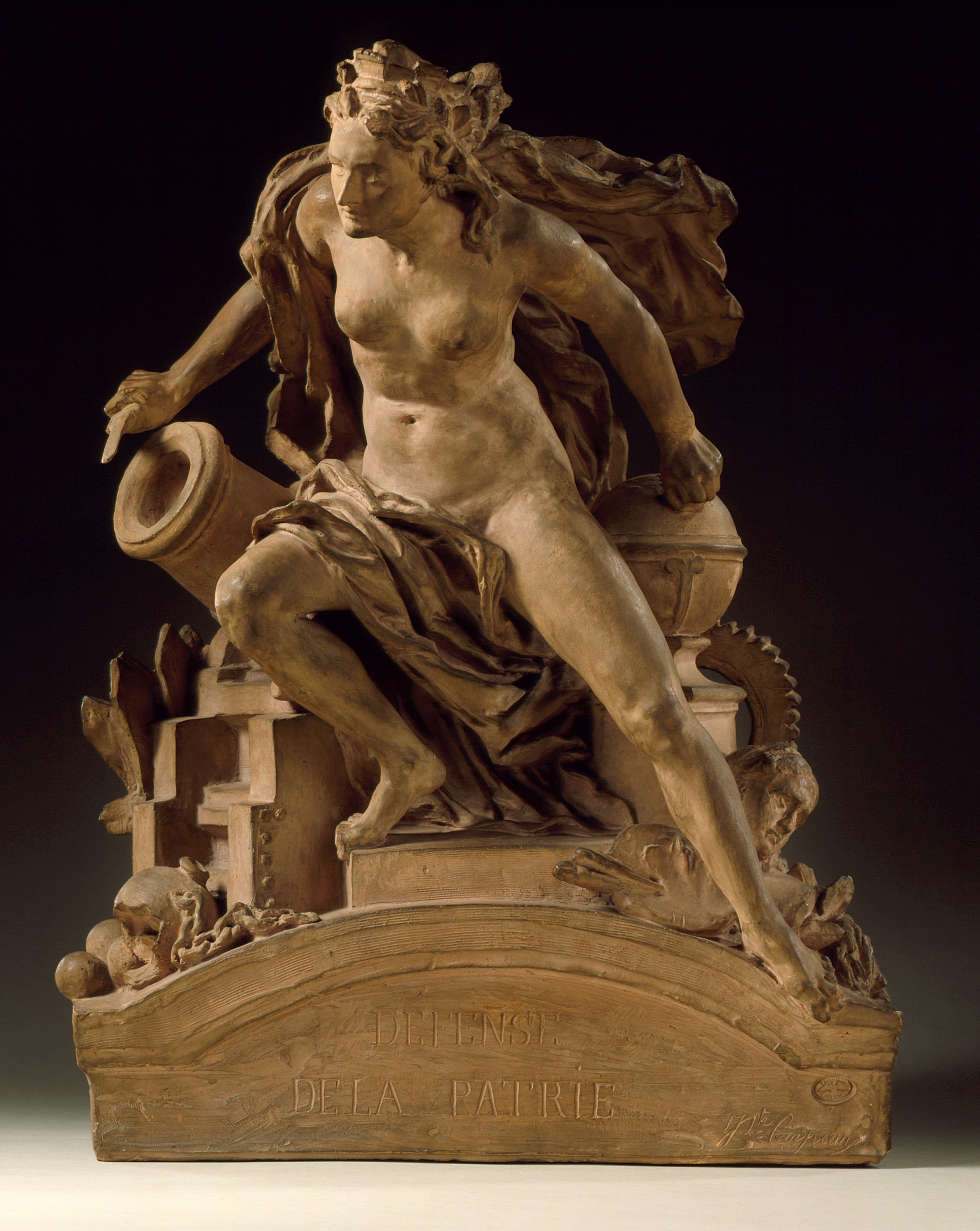
Jean-Baptiste Carpeaux, Valenciennes défendant la Patrie (entre 1869 et 1873), Los Angeles, musée d'Art du comté de Los Angeles. Modèle d'une partie du groupe sculpté du fronton de l'hôtel de ville de Valenciennes.

Victor Bernard est né en 1815 en Lorraine à Sarrebourg. Il est élève de David d'Angers et de François Rude. Ses débuts sont probablement difficiles, car sous la monarchie de Juillet, de 1841 à 1848, il touche annuellement, à titre de secours et d'encouragement, une somme de 100 francs qui lui est versée sur les fonds de la liste civile.
En octobre 1848, il reçoit du ministre de l'Intérieur la commande d'un buste de Condillac destiné à l'École normale. Il expose aux Salons de Paris de 1845 à 1892.
Praticien et ami de Jean-Baptiste Carpeaux, il exécute en pierre, d'après le modèle du maître, le groupe représentant la Ville de Valenciennes repoussant l'invasion qui orne le fronton de l'hôtel de ville de Valenciennes, détruit en 1940 et remplacé par une réplique agrandie sculptée par Albert Patrisse.
En 1875, se trouvant à Nice avec le grand sculpteur qui était alors terrassé par la maladie, il fait de ce dernier un buste dont Carpeaux parle en ces termes dans une lettre adressée au peintre Bruno Chérier : 
Ce buste est exposé en bronze au Salon de 1876, une terre cuite est conservée à Paris au Petit Palais sous le titre Buste de Carpeaux mourant. Bien que signé par Bernard, ce portrait est généralement considéré comme une œuvre de Carpeaux exécutée avec la collaboration du praticien.
En 1892, Victor Bernard habite à Paris au 35, rue de la Grange-aux-Belles, où il meurt en 1899.

## Œuvres
- M. R…, buste en marbre, Salon de 1845 (no 2039).
- Mlle E. F. H…, statuette en marbre, Salon de 1846 (no 2117).
- Jeune bacchante, statue en marbre de Paros, Salon de 1848 (no 4615).
- Condillac, buste en marbre destiné à l'École normale à Paris, Salon de 1849 (no 2107). Le modèle en plâtre fut commandé par arrêté du ministre de l'Intérieur, en date du 9 octobre 1848, moyennant 600 francs.
- La Mort du moineau, statue en plâtre, Salon de 1868 (no 3418).
- Portrait du jeune P. N…, buste en marbre, Salon de 1873 (no 1519).
- Carpeaux dit aussi Buste de Carpeaux mourant, buste en bronze d'après le modèle de 1875, Salon de 1876 (no 3073). Un exemplaire en terre cuite est conservé au musée des Beaux-Arts de Valenciennes, une autre à Paris au Petit Palais[4].
- M. Paul Mantz, buste en plâtre, Salon de 1883 (no 3345).
- Portrait de M. E. Bourdin, médaillon en plâtre, Salon de 1883 (no 3346).
- Portrait de M. E. B…, médaillon en plâtre, Salon de 1884 (no 3357).
- Médaillon, marbre, Salon de 1886 (no 3502).
- Portrait de M. R…, médaillon en marbre, Salon de 1887 (no 3638).
- Portrait, buste en marbre, Salon de 1887 (no 3639).
- Mlle Jeanne Antoine, médaillon en marbre, Salon de 1890 (no 3522).
- M. B.-P. des P. O…, buste en marbre, Salon de 1892 (no 2297).